# Diepzee-armvinnigen
Diepzee-armvinnigen (Centrophrynidae) zijn een familie van straalvinnige vissen uit de orde van Vinarmigen (Lophiiformes).

## Geslacht
- Centrophryne Regan & Trewavas, 1932